# Luc Boltanski
Luc Boltanski (* 4. ledna 1940 Paříž) je považován za jednoho z nejvlivnějších francouzských sociologů konce dvacátého a počátku jednadvacátého století. Spolu s Laurentem Thévenotem je jedním ze zakladatelů pragmatické sociologie kritiky. Jeho práce významně ovlivnila sociologii, politickou ekonomii a sociální a ekonomické dějiny. V současnosti působí jako odborný profesor na pařížské École des hautes études en sciences sociales.

## Život
Luc Boltanski se narodil do židovské rodiny původem z Ruska. Jeho otec byl židovský doktor, který se během války musel skrývat. Matka se po druhé světové válce stala spisovatelkou. Luc Boltanski pochází ze tří bratrů, starší Jean-Élie Boltanski je lingvistou, mladší Christian je výtvarným umělcem.
Studoval sociální vědy na Pařížské univerzitě. V roce 1968 obdržel doktorský titul, jeho doktorská práce byla vydána vydavatelstvím Mouton Publishing Company a přeložena do několika jazyků. Luc Boltanski má dvě děti z prvního manželství s Francoise Lemesle, během svého života se oženil ještě dvakrát. Jeho syn Christophe Boltanski je významným francouzským novinářem.

## Kariéra
První výzkum Luca Boltanského probíhal v rámci Centra pro evropskou sociologii vedeného Raymondem Aronem a Pierrem Bourdieuem. Jeho raná díla byla řízena vlivem bourdieusovského teoretického rámce. Proto je Boltanski zařazen do „skupiny mladých lidí kolem Bourdieua.“
Na počátku sedmdesátých let se stal Boltanski odborným profesorem na pařížské vysoké škole École des hautes études en sciences sociales a podílel se na založení časopisu Actes de la recherche en sciences sociales. V polovině osmdesátých let se Boltanski odpoutal od výzkumného týmu Pierra Bourdieua. Intelektuální rozpor s Bourdieuovou sociologií lze shrnout do dvou protichůdných koncepcí sociologické kritiky.
Jeho současný výzkum se zaměřuje na souvislost mezi detektivním příběhem a vznikem státu. Kromě práce v oblasti společenských věd se Luc Boltanski věnuje také tvorbě poezie a dramatům.

## Významná díla
Boltanski přispěl k počátku politické a morální sociologie. Skupina politické a morální sociologie oficiálně existovala od 1. ledna 1985. Jejími členy byli například Pierre Bourdieu, Laurent Thévenot, Nicolas Dodier a další.

### De la justification: Les économies de la grandeur
Spoluautorem je Laurent Thévenot. Kniha vyšla ve francouzském originále roku 1991, potýká se s jedním z nejdůležitějších, avšak značně nepodložených rozměrů sociální existence – procesy ospravedlnění. Kniha byla bezprostředně spojena s řadou terénních výzkumů, na kterých se účastnili mnozí členové skupiny. Autoři tvrdí, že moderní společnosti nejsou jediným společenským řádem, nýbrž propojením několika řádů.

### Le nouvel esprit du capitalisme
Spoluautorkou je Eva Chiapello. Dílo bylo poprvé publikováno ve Francii v roce 1999 a lze jej považovat za velkolepý souhrn prací, který navazuje na De la justification. Obsahuje kritický popis hlavních změn v sociální struktuře moderního kapitalismu, pokus o provedení revize Weberovy koncepce „ducha kapitalismu“, dále představuje pokus o vytvoření kritické a morální sociologie, která by prozkoumala otázky týkající se spravedlnosti a nerovnosti v moderním kapitalismu.

### De la critique: Précis de sociologie de l’émancipation
Dílo bylo vydáno ve francouzském originále v Paříži v roce 2009. Je pravděpodobně Boltanskiho nejvíce filozofickou knihou. Poskytuje hloubkovou analýzu koncepčních podkladů „pragmatické sociologie kritiky“ se zaměřením na šest klíčových dimenzí.